# Clarence Avant
Clarence Avant surnommé The Godfather (Le Parrain), né le 25 février 1931 à Greensboro (Caroline du Nord) et mort le 13 août 2023 à Los Angeles (Californie), est un producteur américain.
Président fondateur de Interior Music et Avant-Garde, sociétés d’édition musicale signées chez Universal, ex-président du label Motown, il est l'une des personnalités afro-américaines les plus influentes dans le milieu des affaires et de la politique aux États-Unis.
Clarence Avant est reconnu pour son sens des affaires et son habileté à les conclure. Depuis 40 ans, il se consacre pleinement à créer des opportunités pour les Afro-Américains dans l'industrie du disque et dans la politique.
Des années 1960 jusqu’à sa mort, il touche tout le monde dans l'industrie de la musique. Des artistes de rap aux jeunes entrepreneurs comme Russell Simmons, Kanye West, P. Diddy, Johnny Gill, Queen Latifah. Il a aussi guidé Barbra Streisand, Oprah Winfrey ou encore Robert L. Johnson (fondateur de Black Entertainment Television).

## Biographie

### L’homme derrière l’entertainmentet la musique aux États-Unis
Originaire de Greensboro en Caroline du Nord, la success-story de cet autodidacte parti de rien commence au début des années 1960, où il gère avec brio les carrières de plusieurs artistes dans l'industrie de la musique. Parmi eux, l'artiste de blues Little Willie John, l'organiste de jazz Jimmy Smith, le compositeur Lalo Schifrin, le producteur de jazz Creed Taylor et le pionnier du rock 'n' roll Tom Wilson. À la même période, Clarence Avant initie des projets ambitieux et périlleux mais qui vont s’avérer très vite fructueux comme lorsqu’il réussit à organiser la première coentreprise entre un artiste afro-américain et un major du disque, la MGM.
En 1971, Clarence Avant ancre sa présence dans l'industrie de la Musique en créant sa propre maison de disques, Sussex Records et en signant des artistes tels que Bill Withers, Sixto Rodriguez, Dennis Coffey, The Gallery, The Presidents et Wadsworth Mansion. Il se lance également dans les médias, d’une part, en rachetant la KAGB-FM, la première station de radio métropolitaine afro-américaine à Los Angeles et une des premières aux États-Unis, d’autre part, dans la production audiovisuelle en produisant avec succès la première et unique émission de variétés de Mohamed Ali. Il sera également le manager de Bill Cosby et du Cosby Show par la suite. 

Deux ans plus tard, il réunit des fonds et produit le film-documentaire, « Save the Children » pour la Push Foundation. Des artistes de renom tels que Sammy Davis Jr, Roberta Flack, les Jackson Five, Isaac Hayes, Quincy Jones, The Temptations, Nancy Wilson, Smokey Robinson, Bill Withers et beaucoup d’autres feront partie du casting de ce documentaire. 

Clarence Avant porte le projet du film La Couleur pourpre (il y joue même le rôle d'un musicien Africain), en collaboration avec Steven Spielberg et son ami de toujours Quincy Jones, réalisé en 1986 avec dans les rôles principaux Danny Glover, Whoopi Goldberg et dans une moindre mesure Oprah Winfrey.
Au début des années 1980, il crée Tabu Records, une entreprise à succès représentant des artistes légendaires comme S.O.S. Band, Cherrelle (en) ou Alexander O'Neal. Les prouesses de Clarence Avant sont de nouveau remarquées quand il joue un rôle central dans la montée fulgurante de Jimmy Jam et Terry Lewis, deux producteurs récompensés aux Grammy Awards. Il a également aidé Antonio "LA" Reid and Kenneth Babyface Edmonds dans la création de leur label LaFace Records.
Il produit le Bad World Tour, première tournée solo mondiale de Michael Jackson qui débute à Tokyo le 12 septembre 1987. Au total 123 concerts sont organisés dans le monde entier, le dernier ayant lieu à Los Angeles le 24 janvier 1989. Le Bad World Tour réuni 4,4 millions de personnes et génère 125 millions de dollars.
En 1993, Clarence Avant a été nommé Président de Motown Records pour mener à bien l’intégration de cette Maison mythique au sein du groupe Universal. Quatre ans plus tard, il devient le premier Afro-Américain à siéger au Conseil d’Administration International de Polygram.
Depuis 2004, Clarence Avant préside ses propres sociétés d’éditions : Interior Music Corp et Avant-Garde signées chez Universal Music Group.
Aujourd’hui, Clarence Avant est une référence incontournable de l’industrie de la musique aux États-Unis, après avoir managé avec succès les carrières de Miles Davis, Stevie Wonder, Lionel Richie, les Boys II Men, et guidé les pas de Sean P. Diddy Combs ou encore Barbra Streisand à qui il prodigue de précieux conseils : tous ceux qui comptent dans la musique, les affaires et la politique ont frappé un jour à la porte de celui que l’on surnomme « The Godfather » (Le Parrain).

### Engagement politique
Très influent au sein du Parti Démocrate, il est un important collecteur de fonds et un conseiller pour les leaders des Démocrates tels que le Président Bill Clinton et le Vice-président Al Gore, les sénateurs et anciens candidats aux présidentielles John Kerry et John Edwards, l’ancien Gouverneur de Californie Gray Davis et le défunt Maire Tom Bradley.
Il est ainsi un des artisans de l’entrée à la Maison-Blanche des Présidents Jimmy Carter et Bill Clinton, avec qui il reste ami. Il aide Andrew Young, premier Afro-Américain à assumer le poste d’ambassadeur des États-Unis aux Nations unies, pendant toute sa carrière politique. Andrew Young lui confiera plusieurs missions diplomatiques notamment en Afrique et dans les Caraïbes. Clarence Avant s’implique également dans l’élection du même Andrew Young à la mairie d’Atlanta. Il apporte le même soutien au Révérend Jesse Jackson.
Clarence Avant a clairement compris la relation causale entre la politique et les affaires. Il a permis que les Afro-Américains entrent dans l’ordre du jour des agendas politiques locaux et nationaux. P. Diddy le dit clairement : « Il m'a appris l’importance d’être politiquement actif ».
Comme dans l'industrie de la musique, Clarence Avant devient la source de conseils pour tous ceux qui cherchent à s’engager dans la politique. C’est vrai pour Andrew Young et Jesse Jackson mais également pour Barack Obama qui avait consulté « The Godfather » 6 mois avant l’annonce officielle de sa candidature aux Présidentielles 2008.
Lors de la campagne présidentielle américaine de 2008, il reste fidèle à ses convictions et en amitié en soutenant Hillary Clinton tout en apportant un soutien financier à Barack Obama. Sa fille, Nicole Avant, quant à elle, convoitée par le camp Clinton qui lui a même promis un poste d’ambassadeur, choisira Obama auprès de qui elle joue un rôle stratégique, notamment dans la collecte de fonds.
Clarence Avant fréquente les présidents, les gouverneurs, les sénateurs et les membres de la Chambre du Congrès américain. De la Maison-Blanche aux Chambres du Congrès des États américains et des Hôtels de Ville, ses conseils sont recherchés et sa sagesse convoitée.

### Dimension sociale
Élevé au rang de patriarche et de mentor par ses pairs dans le milieu des affaires, Clarence Avant a été honoré publiquement pour son engagement. Il a reçu de nombreuses distinctions et récompenses au rang desquelles American Achievement Award, Thurgood Marshall Lifetime Achievement Award, Heroes Award du Los Angeles chapter of the Recording Academy ; The Operation P.U.S.H. Award, une récompense de la Neil Bogart Memorial Fund ; le prestigieux Trustees Award décerné en 2008 par l’Académie des Grammy Awards. La prestigieuse université de Morehouse College qui a eu des élèves célèbres comme Martin Luther King, Spike Lee, Samuel L. Jackson ou Edwin Moses, l’a récemment élevé au grade de docteur honoraire. Le Billboard, magazine de référence des professionnels de la musique, lui consacrera même la couverture et l’édition du 11 février 2006 à l’occasion de son 75e anniversaire et de ses 40 ans de carrière.
Homme d'engagement, il est également membre de la NAACP Legal Defense Fund, une des plus influentes associations américaines luttant contre le racisme et les discriminations dans tous les domaines de la vie sociale, économique et politique.
De 1999 à 2007, il siège au Conseil Consultatif de Pepsi Cola.
Le succès de Clarence Avant a été construit par la combinaison d'une éthique de travail irréprochable, une approche non conventionnelle des affaires, et de son ingéniosité. 

Comme l’a remarqué le magazine afro-américain Black Enterprise : « Il est souvent habillé en pulls et en baskets quand il se rend à ses rendez-vous d’affaires et il utilise un langage familier, Clarence Avant a développé des stratégies, un culot et des contacts qui lui ont permis de devenir l’Afro-Américain le plus influent dans l’Entertainment ».

Et à Quincy Jones, son protégé et ami, d’ajouter : « Il a toujours été là pour tout le monde! S’il s’était aidé autant qu’il a aidé tout le monde dans son parcours, il serait milliardaire aujourd’hui! ».
Clarence Avant s’associera avec des groupes d'investisseurs et établira des partenariats d'affaires aux États-Unis et à l'étranger, en Afrique du Sud notamment. Au début des années 1990, il réunit des investisseurs Afro-Américains, parmi lesquels Shaquille O'Neal, pour se lancer dans un projet de 20 millions de dollars en Afrique du Sud. Ils créent en 1994 la New Age Beverages, qui s’associera quelques années plus tard avec PepsiCo pour construire une usine d'embouteillage.
« The Godfather » continue à conseiller des jeunes artistes sur leurs rôles et responsabilités en tant que modèles pour la jeune génération.

### Famille
En 1967, Clarence Avant se marie à Jacqueline Alberta Gray, avec laquelle il a deux enfants : Nicole (ambassadrice des États-Unis aux Bahamas de 2009 à 2011), et Alex Du Bois Avant. Jacqueline Avant est tuée le 1er décembre 2021 à l'âge de 81 ans lors d'un cambriolage à leur domicile.